# Mikael Reuterswärd
Måns Mikael Reuterswärd, född 26 december 1964, död 25 januari 2010, var en svensk äventyrare, bergsbestigare och företagare. Han var son till Måns Reuterswärd.
År 1988 blev Reuterswärd tillsammans med Oskar Kihlborg de första svenskarna, och de första sedan 1970, att via leden Pioneer Ridge bestiga den svårforcerade nordtoppen på Nordamerikas högsta berg Mount McKinley (numera Denali).
Reuterswärd blev den 11 maj 1990 tillsammans med Oskar Kihlborg de första svenskarna att nå Mount Everests topp, där han ingick i en expedition med bland andra den nyzeeländske klättraren Rob Hall. 1994 blev han tillsammans med Kihlborg förste skandinav att nå toppen av världens fjärde högsta berg Lhotse i Himalaya, 8 516 m ö.h.
Reuterswärd arbetade även för SVT samt TV4 samt drev ett eget företag som sysslade med individ- och grupputveckling.
Reuterswärd hittades död i sin sommarstuga i Stockholms skärgård den 29 januari 2010.